# Дамиа
Дамиа (груз. დამია) — село в Грузии, на территории Марнеульского муниципалитета края (мхаре) Квемо-Картли.

## География
Село находится в юго-восточной части Грузии, в пределах северных предгорий Сомхетского хребта, на расстоянии приблизительно 21 километра (по прямой) к юго-западу от города Марнеули, административного центра муниципалитета. Абсолютная высота — 637 метров над уровнем моря.

## Население
По результатам официальной переписи населения 2014 года в Дамиа проживало 326 человек (165 мужчин и 161 женщина). В национальной структуре населения армяне составляли 96 %, азербайджанцы — 3,1 %, грузины — 0,6 %.
| Год  | Население, человек |
| ---- | ------------------ |
| 2002 | 334                |
| 2014 | ↘ 326              |